# Tragogomphus mamfei
Tragogomphus mamfei är en trollsländeart som beskrevs av Elliot C.G. Pinhey 1961. Tragogomphus mamfei ingår i släktet Tragogomphus och familjen flodtrollsländor. IUCN kategoriserar arten globalt som otillräckligt studerad. Inga underarter finns listade i Catalogue of Life.